# Еусторгіо Сальгар
Еусторгіо Сальгар Морено-Саласар (ісп. Eustorgio Salgar Moreno Salazar; 1 листопада 1831 — 25 листопада 1885) — колумбійський генерал, правник і політик, президент Сполучених Штатів Колумбії від 1870 до 1872 року.

## Біографія
Народився 1831 року в Боготі. Вивчав право в Університеті Боготи, 1851 року ставши адвокатом.
Вже 1853 року був призначений на пост губернатора провінції Гарсія-Ровіра, а після її об'єднання з Памплоною 1855 року також став її губернатором (до 1858). У той період Сальгар обирався до лав Сенату Гранадської Конфедерації, а за рік став губернатором Суверенного штату Сантандер.
1859 року вступив до лав армії генерала Томаса Сіпріано де Москери. Вже генералом брав участь у громадянській війні 1860—1862 років проти військ президента Маріано Оспіни Родрігеса. Під час однієї з битв потрапив у полон і був засуджений за повстанську діяльність. Перебував у в'язниці до 31 березня 1861 року, коли війська генерала Москери штурмом узяли Боготу.
В лютому 1863 року ввійшов до складу Державної ради, призначеної Установчими зборами, де отримав портфель міністра фінансів. Наступного року знову очолив міністерство фінансів, уже в адміністрації Москери. В 1864—1867 роках був послом у США.
На президентських виборах 1870 року радикальне крило Ліберальної партії висунуло Сальгара своїм кандидатом. Здобувши більшість голосів виборців, був обраний на пост голови держави на дворічний термін.
За свого президентства заснував і сприяв розвитку першої залізничної компанії Колумбії, розпочав боротьбу з корупцією та вживав заходів, покликаних забезпечити соціальну захищеність колумбійців.
Помер 1885 року в Боготі.